# Raffaele Terziani
Raffaele Terziani (Roma 1860 – 1928) fou un compositor italià, era fill d'Eugenio i besnet de Pietro ambdós també bons compositors.
Fou deixeble del seu pare, es va distingir com a director de concerts i com a compositor.
Va escriure un Rèquiem;
- l'òpera en un acte Amana, premiada en els Concursos Sonzogno;
- un quartet per a instruments d'arc, cors, i moltes obres per a piano i cant.